# Bijoaraneus mitificus
Espèce
Synonymes
- Epeira mitifica Simon, 1886
- Araneus mitificus (Simon, 1886)
- Zilla nawazi Dyal, 1935

Bijoaraneus mitificus est une espèce d'araignées aranéomorphes de la famille des Araneidae.

## Distribution
Cette espèce se rencontre en Asie du Sud-Est, en Asie du Sud, en Asie de l'Est et en Nouvelle-Guinée.

## Description

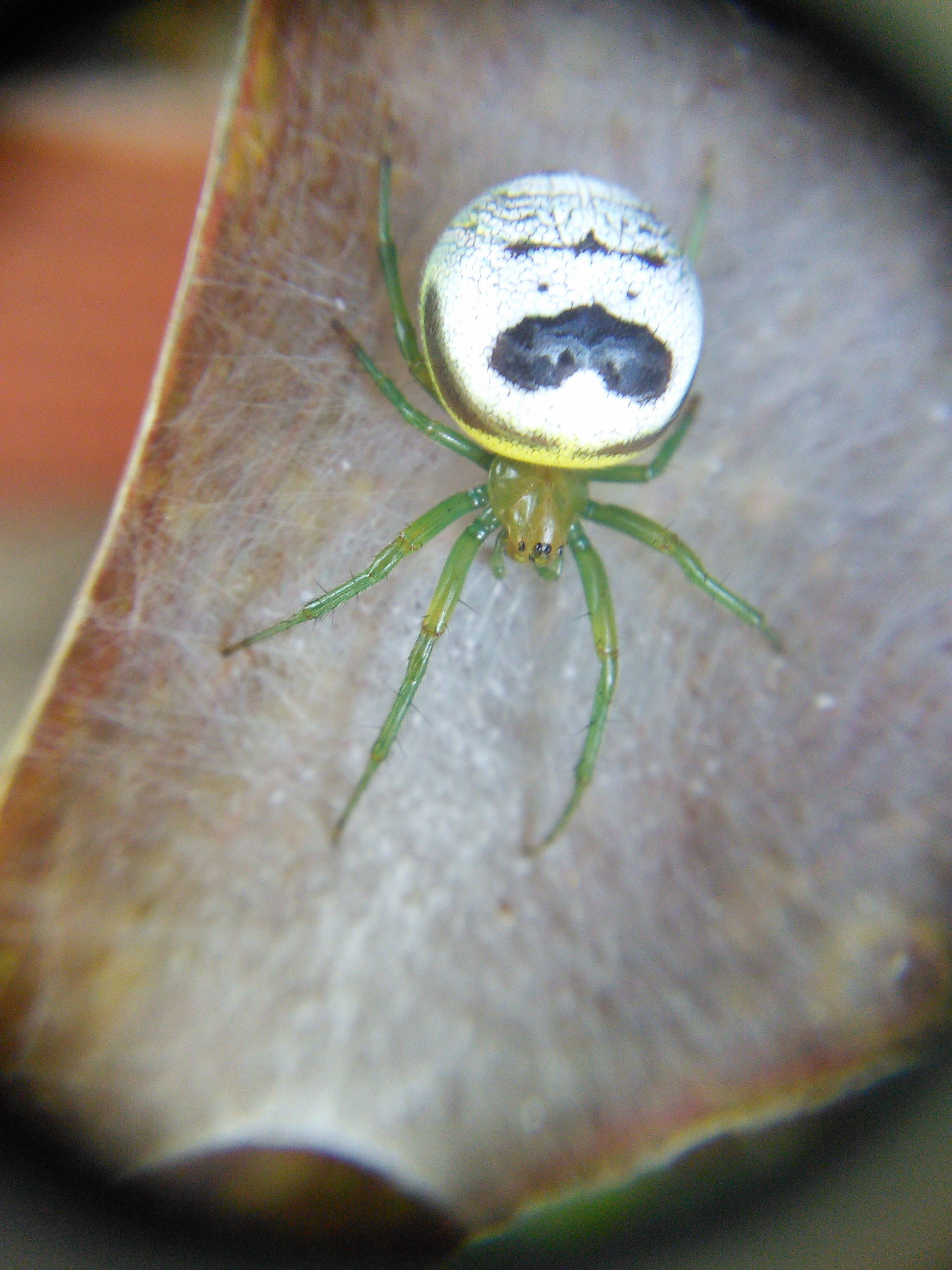
Bijoaraneus mitificus

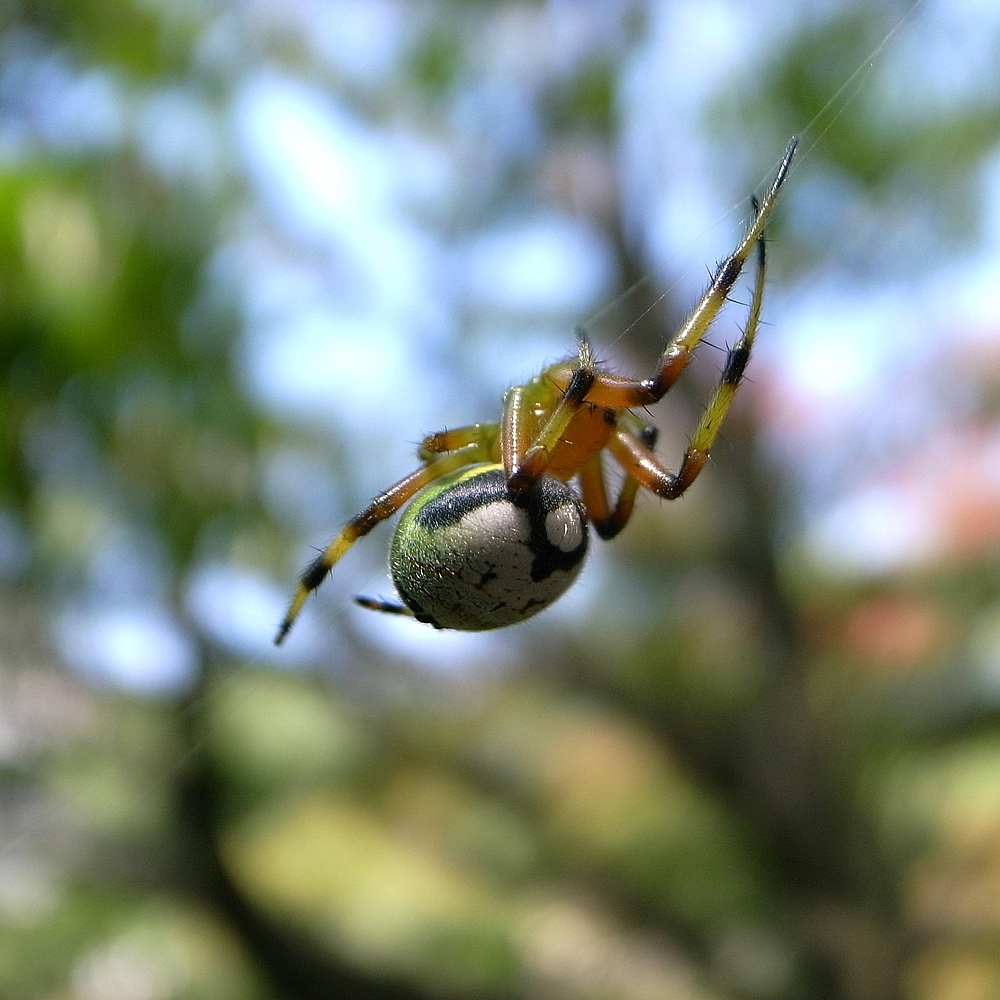
Bijoaraneus mitificus

Le mâle décrit par Tanikawa, Yamasaki et Petcharad en 2021 mesure 4,19 mm et la femelle 5,94 mm.

## Systématique et taxinomie
Cette espèce a été décrite sous le protonyme Epeira mitifica par Simon en 1886. Elle est placée dans le genre Araneus par Simon en 1909 puis dans le genre Bijoaraneus par Tanikawa, Yamasaki et Petcharad en 2021.
Zilla nawazi a été placée en synonymie par Barrion et Litsinger en 1995.

## Publication originale
- Simon, 1886 : « Arachnides recueillis par M. A. Pavie (sous chef du service des postes au Cambodge) dans le royaume de Siam, au Cambodge et en Cochinchine. » Actes de la Société linnéenne de Bordeaux, vol. 40, p. 137-166 (texte intégral).